# True Love (песня Coldplay)
«True Love» (в переводе с англ. — «Истинная любовь») — песня британской группы Coldplay, четвёртый сингл из их шестого студийного альбома Ghost Stories. Вышел 18 августа 2014 года на лейбле Parlophone.

## О песне
После успеха их пятого студийного альбома, Mylo Xyloto, содержащего такие яркие хиты, как «Paradise» и «Princess of China», Coldplay решили выпустить альбом с более умеренным звучанием. Крис Мартин заявлял, что этот альбом «про саму жизнь и всю полноту её красок», однако критики отмечали очевидное влияние на Мартина его развода с Гвинет Пэлтроу.
Композиция песни основана на тяжёлых ритмах и танцевальном звучании клавишных. Лирическая основа — страдания героя песни по утраченной любви. Крис Мартин называл эту песню «лучшей когда-либо написанной песней группы».
4 августа 2014 года группа объявила, что «True Love» будет выпущена в качестве очередного сингла с альбома, и представила его обложку, выполненную, как и обложка альбома и обложки других синглов с этого альбома, чешской художницей-офортисткой Милой Фюрстовой. Песня была официально выпущена 14 августа 2014 года.
Коммерческий успех песня снискала в Бельгии и Нидерландах, в Великибритании в лучшую сотню песня так и не попала.
Критики достаточно высоко оценили песню, отметив хорошее музыкальное звучание и чистосердечную, убедительную передачу страданий героя в тексте.
Также был выпущен цифровой релиз, содержащий ремикс Давиде Росси. Релиз имеет отличную от стандартного релиза обложку.

## Музыкальный видеоклип
Видеоклип на True Love» снял режиссёр Юнас Окерлунд, ранее снявший для группы клип на песню «Magic». В главных ролях снялись Крис Мартин и канадская актриса Джессика Лукас. Клип снимался в Лос-Анджелесе и был представлен публике 22 августа 2014 года. Сюжет построен вокруг истории двух терпящих разные несправедливости любителей балета и несёт в себе смысл «добиваться цели, несмотря на препятствия». Юнас Окерлунд утверждает, что собирался «снять клип, отличный по духу от „Magic“. Но, всё же, клипы получились в некотором роде схожими, так как в обоих присутствует история».

### Сюжет
Очень толстый мужчина (играет Крис Мартин) едет в Театр Лос-Анджелеса, где работает разнорабочим. Но он настолько толст, что не может даже зайти в автобус через двери, и вынужден ехать на скейтборде, зацепившись за автобус снаружи. Очень толстая женщина (играет Джессика Лукас) приходит на балетные курсы, но ей там сразу отказывают в приёме, и стройные балерины, упражняющиеся у станка, бросают на неё презрительные взгляды. Она в плохом настроении приходит на Венис-Бич, и танцует на побережье в своё удовольствие. Его, выбрасывающего мусор в контейнер, тем временем, пинком заставляет быстрее работать начальник. Она приходит к себе домой в трейлер. Он моет сцену, и любуется репетирующими балеринами. Режиссёр кричит, чтобы он скорее убрался из вида. Ей почтальон приносит билет на балетную премьеру. Он, танцуя, поливает цветы на клумбе, расположенной на крыше здания театра. Она приходит на премьеру, и с трудом занимает своё место в зрительном зале. Начинается балет. Она смотрит, как танцуют балерины, и на её глазах проступают слёзы. Он негромко аплодирует балеринам из-за кулис. Премьера заканчивается, она не может вылезти из своего кресла. Все расходятся, в зале становится пусто. Он, находясь под впечатлением от увиденного выходит на сцену, и начинает танцевать со шваброй. Она, увидев его, всё же вскакивает со своего места, и бежит к сцене. Между ними возникает симпатия, и они танцуют на сцене вместе, представляя перед собой полный зрительный зал. В конце клипа появляется титр: «anything is possible» (в переводе с англ. — «возможно всё»).

## Список композиций
Стандартное издание
- 1. «True Love» — 4:05

Ремикс Давиде Росси
- 1. «True Love» (Davide Rossi Remix) — 4:42

## Чарты
| Чарт (2014)                                  | Позиция |
| -------------------------------------------- | ------- |
| Бельгия/Фландрия (Ultratip Bubbling Under)   | 3       |
| Бельгия/Валлония (Ultratip Bubbling Under)   | 12      |
| Франция (SNEP)                               | 146     |
| Tipparade                                    | 6       |
| Official Charts Company                      | 180     |
| США (Billboard Hot Rock & Alternative Songs) | 42      |